# Сети VANET
Автомобильные самоорганизующиеся сети (VANETs) как и мобильные самоорганизующиеся сети (MANETs) возникают путем спонтанного создания беспроводной сети для обмена данными между транспортными средствами (V2V). VANET были впервые упомянуты и внедрены в 2001 году. Было показано, что в VANET будут использоваться архитектуры связи как машина-машина, так и машина-дорога, обеспечивающие безопасность дорожного движения, навигацию и другие придорожные услуги. VANET являются ключевой частью системы интеллектуальных транспортных систем (ITS). Иногда VANET называют интеллектуальными транспортными сетями.
Хотя в начале 2000-х VANET рассматривались как копия MANET, с тех пор они превратились в область самостоятельных исследований. К 2015 году термин VANET стал в основном синонимом более общего термина — межавтомобильные связи (IVC), хотя основное внимание по-прежнему уделяется аспекту спонтанной сети, но гораздо меньшее — использованию инфраструктуры, например, придорожных блоков (RSU) или сотовых сетей.

## Применения
VANET поддерживают широкий спектр приложений — от простой передачи информации соседним узлам, например, сообщений массового оповещения (cooperative awareness messages, CAM) до распространения сообщений с несколькими переходами на огромные расстояния.
Большинство особенностей работы, касающихся сетей MANET, также присущи и сетям VANET, но детали отличаются. Вместо того, чтобы двигаться наугад, транспортные средства, как правило, движутся организованно. Взаимодействия с придорожным оборудованием также могут быть охарактеризованы достаточно точно. И, наконец, большинство транспортных средств ограничены в своем перемещении, например, из-за того, что они вынуждены следовать по асфальтированной дороге.
Примеры приложений VANET:
- Электронные стоп-сигналы, которые позволяют водителю (или автономному легковому или грузовому автомобилю) реагировать на торможение транспортных средств, даже если они скрыты (например, другими транспортными средствами).
- Автомобильная колонна, которое позволяет транспортным средствам близко (вплоть до нескольких дюймов) следовать за ведущим транспортным средством, беспроводным путем получая информацию об ускорении и рулевом управлении, формируя, таким образом, электронно связанные «дорожные поезда».
- Информационные системы дорожного движения, которые используют сеть VANET для оповещения о препятствиях, используя спутниковую навигационную систему транспортного средства[6]
- Аварийные службы[7] — где VANET-сети используются для сокращения задержек и ускорения аварийно-спасательных операций.
- Дорожные сервисы[8] — предполагается, что будущая дорожная система и сети VANET смогут рекламировать услуги (магазины, заправочные станции, рестораны и т. д.) водителю и даже отправлять уведомления о любых распродажах, происходящих в этот момент.

## Технология
Сети VANET в качестве основы могут использовать любую технологию беспроводной связи. Наиболее многообещающие — это технологии коротковолнового радио, например, WLAN (также стандарт Wi-Fi или ZigBee). Также могут быть использованы технологии сотовой связи или LTE для VANET. Одна из последних технологий для этой беспроводной сети — коммуникации в оптическом диапазоне [VLC].

## Симуляции
До внедрения сетей VANET на дорогах, необходимы реалистичные компьютерные симуляции, использующие комбинацию симуляции городского трафика и симуляцию сети. Обычно открытый симулятор, например, SUMO (который обрабатывает дорожный трафик) объединен с симулятором сети наподобие TETCOS NetSim или NS-2 для того, чтобы изучить возможности VANET.

## Стандарты
В основном стандарты стека протоколов сети VANET приняты в США, Европе и Японии, благодаря их доминации на рынке автоматизированного производства.
В США, стек протоколов IEEE 1609 WAVE (Wireless Access in Vehicular Environments) является надстройкой над протоколом IEEE 802.11p WLAN, действующим в семи зонах на частоте 5.9 GHz.
Стек протоколов WAVE разработан для обеспечения многоканальных взаимодействий (даже если машины снабжены единственным радио), безопасности и легкости реализации протоколов уровня аппликаций.
В рамках IEEE Communications Society существует технический подкомитет по сетям и приложениям для сетей подвижной связи (Vehicular Networks & Telematics Applications, VNTA). Устав этого комитета заключается в активном продвижении технической деятельности в области автомобильных сетей, коммуникаций V2V, V2R и V2I, стандартов, безопасности дорожного движения и транспортных средств с поддержкой связи в реальном времени мониторинг движения, технологий управления перекрестками, будущих приложений телематики и интеллектуальных транспортных систем.

## Радиочастоты
В США, системы используют область вблизи частоты 5.9 GHz, принятую конгрессом США, также используются незарегистрированные сети Wi-Fi. Стандарт V2V, более известный как WAVE («Wireless Access for Vehicular Environments»), является надстройкой стандарта более низкого уровня IEEE 802.11p, начиная с 2004.
Решение Европейской комиссии 2008/671/EC определило частоты в диапазоне 5 875-5 905 MHz для приложений ITS. В Европе V2V определен как стандарт ETSI ITS, который также основан на IEEE 802.11p. C-ITS, совместный ITS, также употребляемый термин, очень близкий к ITS-G5 и V2V.
V2V также известен как VANET (vehicular ad hoc network). Это вариация сети MANET (Mobile ad hoc network), с учетом того, что узлом является транспортное средство. В 2001 году, VANET в публикации было отмечено, что самоорганизующиеся сети могут создаваться автомобилями и такого рода сети смогут помочь в устранении слепых зон, избегании аварий и т. д. Инфраструктура также участвует в такого рода сетях, называясь структурой V2X (машина-что-угодно). Годы спустя, в этой области были проведены значительные исследования, в которых VANET применялась в различных областях, от безопасности до
навигации.
В 1999 году федеральная коммуникационная комиссия США (FCC) выделила полосу 75 MHz в спектре 5.850-5.925 GHz для ITS.

### Спектральный конфликт
По состоянию на 2016 год V2V находится под угрозой со стороны кабельного телевидения и других технологических компаний, которые хотят забрать большую часть радиочастотного спектра, зарезервированного для него в настоящее время, и использовать эти частоты для высокоскоростного доступа в Интернет. Текущая доля V2V в спектре была убрана правительством в 1999 году. Автомобильная промышленность пытается сохранить все, что может, заявив, что ей крайне необходим спектр для V2V. Федеральная комиссия по коммуникациям встала на сторону технологических компаний, в то время как Национальный совет по безопасности дорожного движения поддерживает позиции автомобильной промышленности. Интернет-провайдеры, которым нужен спектр, утверждают, что автомобили с автопилотом сделают ненужным широкое использование V2V. Автоиндустрия заявила, что готова делиться спектром, если сервис V2V не будет замедлен или нарушен; FCC планирует протестировать несколько схем обмена.

## Исследования
Исследование сетей VANET началось на заре 2000-х, в университетах и исследовательских лабораториях, эволюционируя из исследовательских работ в беспроводные саморегулирующиеся сети. Многие из них работали над протоколами доступа к среде, маршрутизацией, распространением предупреждающих сообщений и приложениями VANET. V2V в настоящее время активно разрабатывается компанией General Motors, которая продемонстрировала систему в 2006 году на автомобилях Cadillac. Другие автопроизводители, работающие на V2V, это Toyota, BMW, Daimler, Honda, Audi, Volvo и Car-to-Car communication consortium.

## Регулирование
С тех пор Министерство транспорта США (USDOT) работает с целым рядом заинтересованных сторон над V2X. В 2012 году тестовый проект был реализован в Анн-Арборе, Мичиган. 2800 транспортных средств, автомобили, мотоциклы, автобусы и грузовые автомобили различных марок, были оборудованы разными производителями. Национальное управление безопасности дорожного движения США (NHTSA) рассматривало развертывание этой модели как доказательство того, что безопасность дорожного движения может быть улучшена и что стандарт технологии WAVE работает. В августе 2014 года NHTSA опубликовало отчет, в котором утверждается, что технология «автомобиль-автомобиль» являлась технически готовой к развертыванию. In April 2014 it was reported that U.S. regulators were close to approving V2V standards for the U.S. market. 20 августа 2014 года NHTSA предложила поправку, в которой утверждались преимущества технологии V2X, при условии оборудования ей достаточного количества машин. Из-за отсутствия немедленной выгоды NHTSA предложила обязательное её введение. 25 июня 2015 года Палата представителей США провела слушание по этому вопросу, на котором опять-таки NHTSA, а также другие заинтересованные стороны привели доводы в пользу V2X.
В Евросоюзе директива ITS 2010/40/EU была принята в 2010. Она нацелена на обеспечение того, чтобы приложения ITS были совместимы и могли работать через национальные границы, также онп определяет приоритетные области для вторичного законодательства, которое охватывает V2X и требует совершенства технологий. В 2014 году заинтересованная сторона Европейской комиссии «Платформа развертывания C-ITS» начала работу над нормативно-правовой базой для V2X в ЕС. Она определила ключевые подходы к инфраструктуре открытого ключа безопасности (PKI) V2X и защите данных в масштабах ЕС, а также уменьшила полосу в стандарте для предотвращения радиопомех между системами дорожной зарядки на базе ITS-G5 V2X и CEN DSRC. Европейская комиссия признала ITS-G5 в качестве начальной коммуникационной технологии в своем плане развертывания сетей 5G и сопроводительном пояснительном документе, чтобы сформировать коммуникационную среду из ITS-G5 и сотовой связи, как предусмотрено членами ЕС. Существуют различные тестовые проекты на уровне ЕС или стран-членов ЕС, такие как SCOOP @ F, Testfeld Telematik, цифровой испытательный стенд Autobahn, коридор Роттердам-Вена ITS, Nordic Way, COMPASS4D или C-ROADS. Дальнейшие проекты находятся на стадии подготовки.

## Further reading
- Satyajeet, D; Deshmukh, A R; Dorle, S S. Heterogeneous Approaches for Cluster based Routing Protocol in Vehicular Ad Hoc Network (VANET) (англ.) // International Journal of Computer Applications : journal. — Vol. 134, no. 12. — P. 1—8. — doi:10.5120/ijca2016908080.
- K. Hammoudi, H. Benhabiles, M. Kasraoui, N. Ajam, F. Dornaika, K. Radhakrishnan, K. Bandi, Q. Cai, S., Liu. "Developing vision-based and cooperative vehicular embedded systems for enhancing road monitoring services. In Elsevier Procedia Computer Science, Volume 52, Issue C, pp. 389—395 doi 10.1016/j.procs.2015.05.003
- Gandhi J., Jhaveri, R.H. «Energy Efficient Routing Approaches in Ad hoc Networks: A Survey», In: Proceeding of Second International Conference on INformation systems Design and Intelligent Applications (INDIA 2015), Springer (India), 31 (2), pp. 751—760, Jan 2015, India doi:10.1007/978-81-322-2250-7_75
- Arkian, HR.; Atani, RE.; Pourkhalili, A.; Kamali, S. A stable clustering scheme based on adaptive multiple metric in vehicular ad-hoc networks (англ.) // Journal of Information Science and Engineering : journal. — Vol. 31, no. 2. — P. 361—386.
- R.Azimi, G. Bhatia, R. Rajkumar, P. Mudalige, «Vehicular Networks for Collision Avoidance at Intersections», Society for Automotive Engineers (SAE) World Congress,April,2011, Detroit, MI, USA. — URL http://users.ece.cmu.edu/~sazimi/SAE2011.pdf
- Kosch, Timo ; Adler, Christian ; Eichler, Stephan ; Schroth, Christoph ; Strassberger, Markus : The Scalability Problem of Vehicular Ad Hoc Networks and How to Solve it. In: IEEE Wireless Communications Magazine 13 (2006), Nr. 5, S. 6.- URL http://www.alexandria.unisg.ch/Publikationen/30977
- Schroth, Christoph ; Strassberger, Markus ; Eigner, Robert ; Eichler, Stephan: A Framework for Network Utility Maximization in VANETs. In: Proceedings of the 3rd ACM International Workshop on Vehicular Ad Hoc Networks (VANET) : ACM SIGMOBILE, 2006.- 3rd ACM International Workshop on Vehicular Ad Hoc Networks (VANET).- Los Angeles, USA, p. 2
- C. Toh — «Future Application Scenarios for MANET-based Intelligent Transportation Systems», Proceedings of IEEE Future Generation Communication and Networking (FGCN) Conference, Vol.2 Pg 414—417, 2007.
- Rawat, D. B.; Popescu, D. C.; Yan, G.; Olariu, S. Enhancing VANET Performance by Joint Adaptation of Transmission Power and Contention Window Size (англ.) // IEEE Transactions on Parallel and Distributed Systems : journal. — 2011. — Vol. 22, no. 9. — P. 1528—1535. — doi:10.1109/tpds.2011.41.
- Eichler, Stephan ; Ostermaier, Benedikt ; Schroth, Christoph ; Kosch, Timo: Simulation of Car-to-Car Messaging: Analyzing the Impact on Road Traffic. In: Proceedings of the 13th Annual Meeting of the IEEE International Symposium on Modeling, Analysis, and Simulation of Computer and Telecommunication Systems (MASCOTS) : IEEE Computer Society, 2005.- 13th Annual Meeting of the IEEE International Symposium on Modeling, Analysis, and Simulation of Computer and Telecommunication Systems (MASCOTS).- Atlanta, USA, p. 4.- URL http://www.alexandria.unisg.ch/Publikationen/30961
- Gozalvez, J.; Sepulcre, M.; Bauza, R. IEEE 802.11p Vehicle to Infrastructure Communications in Urban Environments (англ.) // IEEE Communications Magazine[англ.] : magazine. — Vol. 50, no. 5. — P. 176—183. — doi:10.1109/mcom.2012.6194400.